# Siddi
Siddi (en sard, Siddi) és un municipi italià, dins de la província de Sardenya del Sud. L'any 2007 tenia 799 habitants. Es troba a la regió de Marmilla. Limita amb els municipis de Baressa (OR), Collinas, Gonnoscodina (OR), Gonnostramatza (OR), Lunamatrona, Pauli Arbarei i Ussaramanna.

## Administració
| Període | Identitat    | Partit        |
| ------- | ------------ | ------------- |
| 2005-   | Marco Pisanu | Llista cívica |